# Эйр, Эдвард Джон
Эдвард Джон Эйр (1815—1901) — английский исследователь Австралии, губернатор Ямайки.
Родился 5 августа 1815 года в местечке Уипснейд (Бедфордшир), однако вскоре его родители переехали в Хорнси (Йоркшир), где Эдвард Джон Эйр был крещён.
В 1833 году переселился в Австралию и занялся овцеводством, которое, впрочем, ему скоро наскучило, и он посвятил себя изучению природного мира страны и походам вглубь континента.
В 1839 году Эйр совершил своё первое большое путешествие. Начав путь из Аделаиды, он поднялся по берегу залива Спенсер до северной его оконечности и углубился внутрь континента, где открыл горный хребет Флиндерс и озеро Торренс. Далее он ещё немного прошёл на север и повернул на юго-восток к Муррею, по которому проследовал до устья.

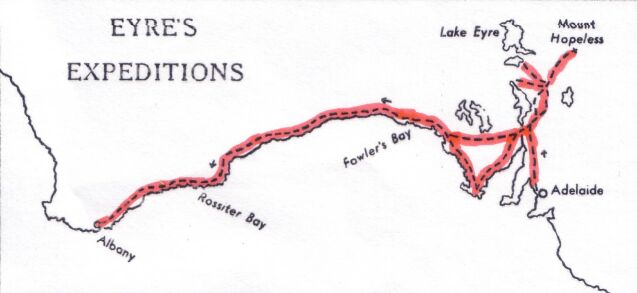
Путешествия Эйра

В 1840 году Эйр предпринял новое путешествие, задачей которого было проведение разведки пути к Перту на западном побережье континента. Во время следования он обнаружил, что озеро Торренс, за год до того весьма многоводное, практически полностью высохло. Пройдя на север ещё дальше, чем в предыдущий раз, Эйр нашёл ещё одно озеро, впоследствии названное его именем. Вернувшись к заливу Спенсер, по пути осмотрев систему озёр Эверард—Грегори, Эйр пересёк полуостров (который также был назван его именем), на котором обнаружил невысокий хребет Голер, и вышел к Большому Австралийскому заливу в районе бухты Стрики. Оттуда Эйр двинулся вдоль побережья на запад. После трудного путешествия, осложнённого крайним недостатком пресной воды, он 30 июня 1841 года вышел к посёлку Олбани в бухте Кинг-Джордж на южной оконечности Западной Австралии, откуда морем вернулся в Аделаиду.
По итогам своих путешествий Эйр в 1845 году издал в двух томах «Journal of expedition of discovery into Central Australia». Впоследствии Эйр перешёл на государственную службу.
С 1848 по 1853 год Эйр был помощником губернатора Нового Мюнстера в Новой Зеландии, а с 1854 года — губернатором некоторых британских колоний на островах Карибского моря, с 1862 по 1865 год он был и.о. губернатора, а затем губернатором Ямайки. Его служба на этом посту завершилась после скандально жестокого подавления восстания в Морант-Бэй.
Скончался 30 ноября 1901 года в Валреддон-Маноре (Йоркшир, Англия).
Именем Эйра в Австралии, кроме полуострова и озера, названы река и шоссе, соединяющее Перт и Аделаиду.